# 石野径一郎
石野 径一郎（いしの けいいちろう、1909年（明治42年）3月28日 - 1990年（平成2年）8月3日）は日本の作家。沖縄県出身。本名は石野 朝和。もとは高江洲朝和であったが、石野へ改姓し、筆名は径一郎とした。代表作は沖縄戦を題材にした『ひめゆりの塔』で、戯曲化・映画化もされた。また、直木賞候補にもなった対馬丸事件を描いた『沖縄の民』や『残波岬の決闘』などもある。

## 経歴
沖縄県首里区寒川町（現那覇市）で首里士族の両親のもとに、高江洲家8代目として生まれる。9歳の時に母が亡くなり、祖父の住む真和志村古島に移る。1921年（大正10年）に旧制沖縄県立第一中学（現沖縄県立首里高等学校）入学。14歳の時に古島の中学生翁長助静（のち真和志市長）、内間安清、平良良松らと同人誌『はるがん（原神）』を発行。1926年中学卒業後東京の叔父のもとへ行き、東京市教員講習所に合格。翌年東京府小学校本科正教員の検定試験に合格し、日本橋区に赴任、64円の手当を受け、これ以後毎月父へ5円を送金した。1928年に児童劇に熱中し、指導をする傍ら坪内逍遥に師事する。
1929年（昭和4年）に法政大学高等師範科入学、同級生とともに左傾化していく。1931年に復員した教員が職を失っていたという事件で教員200人を動員した首謀者として検挙される。1932年に高等師範科卒業し、文学部国文科入学、同人誌『玄鳥』を、林信一、生田花世、田中令三らと始める。また徴兵検査で甲種合格となるが、籤で徴兵からは外れる。1934年本庄陸男の紹介で打木村治の『作家群』同人となる。1936年に中塚君子と結婚、『作家群』にエッセイを発表。岩元迭、永野滉、鈴木清次郎らと同人誌『双紙』創刊。1939年『三田文学』に「呂律」「両国界隈」掲載。
1942年に横河電機株式会社青年学校教諭を経て、帝国教育会出版部編集員となり、絵本、童話の編集に従事、帝国教育会出版部から長篇小説『南島経営』を出版し作家デビュー。この頃比嘉春潮に郷土史、宇野浩二、川端康成、青野季吉に小説を師事。1943年に東京都立京橋実業学校教諭に就職、1944年に学徒勤労動員される生徒についての随筆を『東京新聞』に連載。6月に召集され東都第二部隊に入るが1週間で除隊。1945年3月9日の空襲で自宅全焼し、妻の実家の石川県小松市に疎開、石川県労務報国会主事となる。終戦後10月に単身帰京し、翌年妻子も戻る。
新興芸術社東京編集室勤めとなり、『文化ウィークリー』誌編集。1949年に「ひめゆりの塔」を宝文館『令女界』誌に連載、新興芸術社が解散したため岐阜市の双葉社請負編集となり、『東京タイムス』内に式場隆三郎会長の沖縄懇話会を発足し理事となる。1950年、沖縄芸能保存会主催の舞踏劇「宮古島縁起」の原作、脚本を担当し、読売ホールで上演。以後沖縄史に関する小説、エッセイを発表。1963年メニエール病で倒れる。1970年に「多良間紀行」でNHK脚色芸術祭最優秀賞受賞。

## 作品
『ひめゆりの塔』は1950年に東横映画と映画化契約し、1953年に東映で公開。また1951年に都立白鷗高等学校演劇部により最初の舞台化が行われ、同年石井みどり舞踏団により東京、沖縄で公演。1953年には内山惣十郎脚色で二葉百合子により浪曲化、1962年に文化放送で放送される。

### 単行本リスト
- 南島経営 帝国教育会出版部 1942
- 若い槌 ふもと社 1946
- ひめゆりの塔 山雅房 1950  のち旺文社文庫、講談社文庫
- ひめゆり部隊 出版東京 1952
- 火の花の島 現代社 1956 (現代新書)
- 沖繩の民 鱒書房、角川小説新書 1956　「疎開船対馬丸」旺文社文庫、「対馬丸事件」講談社文庫
- 夜の沼 五月書房 1958
- 東京下町（上・下） 琉球新報 1960年
- 守礼の国 朝日新聞社 1968
- ひめゆりの国 朝日書院 1968
- 沖縄空路の女 東邦出版社 1971
- 日本の島 座右宝刊行会 1971年
- 沖縄の顔 三笠書房 1971年
- 実説ひめゆりの塔 沖縄の心・復帰・民 現代出版社 1973

### 連載など
- 残波岬の決闘 傑作倶楽部 1952年連載
- 台風圏の女 東京タイムス 1960年連載
- 生きている罠 沖縄タイムス 1962年連載
- 憂愁劇場 琉球新報 1964年連載
- 沖縄空路の女 琉球新報 1964年連載
- 琉歌つれづれ サンデー沖縄 1970-71年連載

## 原作作品
- 『ひめゆりの塔』東映、今井正監督、1953年
- 『沖縄の民』日活、古川卓巳監督、1956年
- 『あゝひめゆりの塔』日活、舛田利雄監督、1968年
- 『ひめゆりの塔』東宝、今井正監督、1982年

協力
- 『太平洋戦争と姫ゆり部隊』大蔵映画、小森白監督、1962年